# Adriana La Cerva
Adriana La Cerva es un personaje ficticio de la serie de televisión de HBO Los Soprano. Interpretado por Drea de Matteo, Adriana fue la novia y prometida del protegido de Tony Soprano Christopher Moltisanti. Adriana fue asesinada por Silvio Dante, consigliere de la familia Soprano, tras descubrirse que llevaba un año informando al FBI.